# Лехура
Леху́ра (осет. Лехура; груз. ლეხურა — Лехура, რეხულა — Рехула) — река в Южной Осетии и Грузии, левый приток Куры. Длина 43 км, площадь бассейна 285 км². Средний расход воды в устье 2,99 м³/с. Средний уклон 28,3 м/км. Питание смешанное (снеговое, дождевое и грунтовое).
На правом берегу реки Лехура на холме на территории села Игоети и Самтависи находится археологический памятник национального значения Граклиани.

## Течение

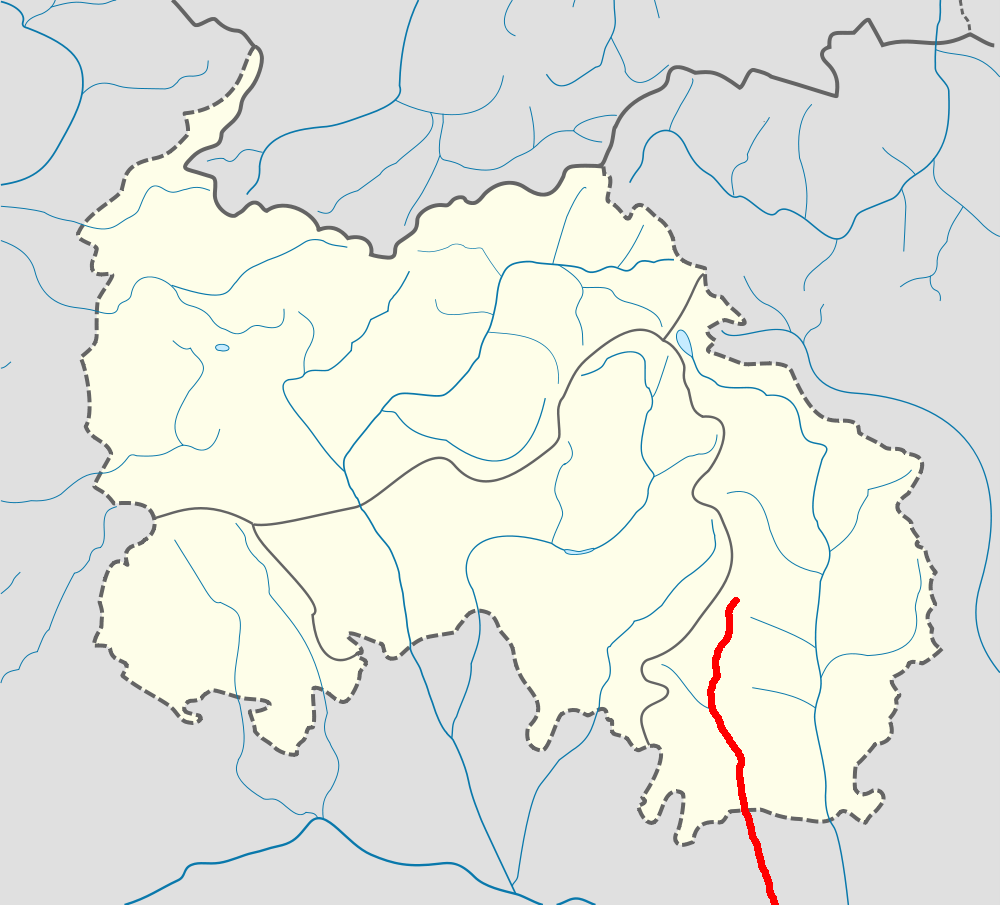
Лехура на карте Южной Осетии

Река берёт начало на западном склоне Харульского хребта, в 1,7 км юго-восточнее горы Цхрацкаро (2345,2 м). Общее направление течения — с севера на юг. В верхнем течении протекает по Лехурскому ущелью. Верхнее и среднее течение в пределах Южной Осетии, нижнее в пределах Грузии. Впадает в Куру с левой стороны, у города Каспи.
Протекает по территории Ленингорского района Южной Осетии (согласно юрисдикции Грузии — по территории Ахалгорского муниципалитета), а также по территории Каспского муниципалитета края Шида-Картли.

## Притоки
- Тортли[7] — (пр)
- Цолинде[7] — (пр)
- Тортла[7] — (пр)